# Clanis cervina
Clanis cervina är en fjärilsart som beskrevs av Walker 1856. Clanis cervina ingår i släktet Clanis och familjen svärmare. Inga underarter finns listade i Catalogue of Life.